# Apalis nigriceps
El apalis capirotado (Apalis nigriceps) es una especie de ave paseriforme de la familia Cisticolidae propia de África occidental y central.